# Arapa
Arapa – peruwiańskie jezioro. Znajduje się w dystrykcie Arapa, w prowincji Azángaro, w regionie Puno, w odległości około 40 kilometrów od miasta Juliaca. Zajmuje powierzchnię 129,7 km².